# 장만옥의 객도추한
장만옥의 객도추한(客途秋恨: Autumnal Lament In Exile)은 대만에서 제작된 허안화 감독의 1990년 드라마 영화이다. 장만옥 등이 주연으로 출연하였다.

## 출연

### 주연
- 장만옥
- 이자웅

### 조연
- 육소분
- 전풍
- 양정인
- 가지건태랑
- 소상

## 제작진
- 미술: 해중문